# Верхнедубовский
Верхнеду́бовский — посёлок в Шпаковском районе (муниципальном округе) Ставропольского края России.
До 16 марта 2020 года входил в состав муниципального образования «Сельское поселение Дубовский сельсовет».

## География
Расстояние до краевого центра: 33 км. Расстояние до районного центра: 23 км.

## История
На 1 марта 1966 года посёлок числился в составе Дубовского сельсовета с центром в селе Дубовка:26.
В 1972 году Указом Президиума ВС РСФСР посёлок отделения № 4 совхоза «Грачёвский» переименован в Верхнедубовский.

## Население
| 1989 | 2002 | 2010 | 2013 | 2014 |
| ---- | ---- | ---- | ---- | ---- |
| 394  | ↗458 | ↘442 | →442 | ↘400 |

По данным переписи 2002 года, 56 % населения — русские.

## Инфраструктура
В ноябре 2013 года к посёлку был подведён водопровод.

## Экономика
- ЗАО «Верхнедубовское»[11]